# Erotikon – Karussell der Leidenschaften
Erotikon – Karussell der Leidenschaften (Alternativtitel: Erotikon – Karneval der Liebe) ist ein deutscher Spielfilm aus dem Jahre 1963.

## Handlung
Ingrid, eine ehemalige Stripteasetänzerin, ist mit Sven verheiratet. Nun wollen die beiden die lange geplante Hochzeitsreise endlich nachholen. Sie fahren in Begleitung von Gunnar, eines Freundes von Sven, der wiederum seine Geliebte, die junge und lebensgierige Ulla, mitbringt. Beide waren plötzlich bei Ingrid und Sven aufgetaucht. Reisestationen sind ein Segelschiff, ein Wohnwagen und ein halb verfallenes Schloss.
Dieser Trip wird für alle vier Teilnehmer eine große (und vor allem sinnliche) Herausforderung, da sie immer mehr in den Sog ihrer Leidenschaften und Begierden geraten, die auch den Partner des jeweils anderen nicht außen vor lassen. So verdreht die sinnliche Ulla rasch Sven den Kopf, während sich Ingrid mehr und mehr zu Gunnar hingezogen fühlt. Erst im Schockmoment eines schrecklichen, tödlich verlaufenen Ereignisses besinnen sich die Vier wieder und finden zu ihren jeweiligen Partnern zurück.

## Produktionsnotizen
Erotikon – Karussell der Leidenschaften passierte die FSK-Prüfung am 4. Oktober 1963. Die Uraufführung erfolgte am 24. Oktober 1963.
Die Bauten entwarf Niko Matul, die Produktionsleitung hatte Viktor Eisenbach.
Für den 61-jährigen Schauspielerveteranen Mathias Wieman war Erotikon – Karussell der Leidenschaften sein letzter deutscher Kinofilm.

## Kritiken
„Den pseudotiefsinnigen, unfreiwillig komischen deutschen Film, der die Ausweglosigkeit moderner Liebe darstellen will, verantwortet ein slowenischer Nachwuchsregisseur, ehemals Assistent von Claude Chabrol.“